# Andrew von Oeyen
Andrew von Oeyen   (12 de novembre de 1979) és un pianista, concertista. És ciutadà dels Estats Units i França.

## Biografia
Von Oeyen va començar les lliçons de piano a cinc anys a Los Angeles i va fer el seu debut com a solista orquestral a deu anys. A 16 anys, va debutar amb Esa-Pekka Salonen i l'Orquestra Filharmònica de Los Angeles. Va estudiar a la Juilliard School i a la Columbia University i va guanyar el Gilmore Artist Award (1999) i el Primer Premi al Concurs Nacional de Piano de la Léni Fé Bland Foundation (2001).).
Ha actuat àmpliament en recitals i aparicions orquestrals arreu del món, actuant com a solista amb la Filharmònica de Los Angeles, l'Orquestra de Filadèlfia, l'Orquestra Simfònica de San Francisco, la Simfònica de Detroit, la Simfònica de Dallas, la Simfònica de Cincinnati, la Simfònica de Saint Louis, la Simfònica d'Atlanta, la Simfònica de Seattle, Singapur. Orquestra Simfònica, Utah Symphony, Chicago's Grant Park Festival Orchestra, Pacific Symphony, San Diego Symphony, Vancouver Symphony, Mariinsky Orchestra, Berliner Symphoniker, New Japan Philharmonia, Praga Philharmonia, Bilbao Symphony, Biel Solothurn Symphony Orchestra, Jerusalem Symphony Philharmonic i Filharmònica Eslovaca, entre d'altres. El 4 de juliol de 2009, von Oeyen va actuar al Capitoli dels Estats Units amb la National Symphony Orchestra a "A Capitol Fourth". El concert va ser retransmès en directe per PBS tant als Estats Units com a escala internacional.
Von Oeyen ha actuat en recitals a Wigmore Hall i Barbican Hall de Londres, Lincoln Center de Nova York, Kennedy Center de Washington, Symphony Hall de Boston, Tonhalle Orchester Zürich, Tchaikovsky Hall de Moscou, Bolshoi Zal de Sant Petersburg, Royal Opera de Versalles, el National Concert Hall de Dublín, el Royce Hall de Los Angeles, el Herbst Theatre de San Francisco, la Sala São Paulo, el Teatre Olímpic de Roma, l'Ateneu Romanès de Bucarest, el Centre Cultural de Hong Kong, l'Òpera de Hanoi al Vietnam, i a tots els principals sales de concerts del Japó i Corea del Sud. Apareix regularment a festivals com Aspen Music Festival and School, Ravinia Festival, Saratoga Performing Arts Center, Mainly Mozart Festival, Grand Teton Music Festival, Grant Park Music Festival, Spoleto Festival USA, Gilmore, Brevard Music Center, Chautauqua Institution, Festival del Sole (Napa Valley), Schubertiade (Àustria) i White Nights Festival (Mariinsky). També ha realitzat nombroses gires amb la violinista Sarah Chang per Europa, els Estats Units i Àsia.
Von Oeyen ha aparegut dues vegades a la Royal Opera House Muscat per als concerts de la Gala d'Any Nou del sultà d'Oman i va debutar al Centre Cultural Sheikh Jaber Al-Ahmad de Kuwait el 2019.
Andrew von Oeyen va signar amb Warner Classics el 2016 i ha publicat tres àlbums: Saint-Saëns, Ravel, Gershwin: Piano Concertos, Ravel - Debussy - Bizet i Bach - Beethoven. El primer senzill de Bach – Beethoven va arribar al capdamunt de l'Apple Music A-List el 2021. També ha gravat àlbums de recitals premiats de Liszt, Debussy i Stravinsky sota el segell Delos.
Von Oeyen viu a París i Los Angeles. La casa seva i la de la seva parella a Malibu va ser destruïda a l'incendi de Woolsey el novembre de 2018. Ell i altres demandants van demandar a la companyia elèctrica Southern California Edison per haver provocat l'incendi a causa de la mala manipulació dels equips a les seves instal·lacions d'investigació.

## Discografia
- Liszt Piano Music. Segell: Delos International/Naxos DE3412
- Andrew von Oeyen Live in Recital. Segell: V&V Records (edició digital)
- Debussy. Stravinsky, Newman. Etiqueta: Delos 3412
- Saint-Saëns, Concert per a piano n°2, Ravel, Concert per a piano i Orchestre en sol major, Gershwin, Segona Rapsodia per a piano i orquestra, Massenet, Méditation de Thais Works, Prague Philharmonia; Emmanuel Villaume (director). Segell: Warner Classics 2017.
- Ravel - Debussy - Bizet, Filharmònica de Praga; Emmanuel Villaume (director). Segell: Warner Classics.
- Bach – Beethoven. Segell: Warner Classics.